# Bernhard Hansen
Cornelius Bernhard Hansen, född 25 februari 1864, död 16 april 1939  var en norsk affärsman och politiker.
Hansen var ursprungligen folkskollärare och tidningsman och en av Norges främsta skeppsredare. Hansen var en av pionjärerna och ledarna inom det nordiska fredsarbetet. 1900-15, 1919-21 och 1922-24 var han stortingsman för Venstre respektive Frisinnede Venstre.